# Wing (Sängerin)

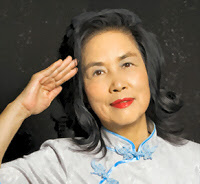
Wing Han Tsang (2016)

Wing Han Tsang (詠韓曾, *1960), besser bekannt als Wing, ist eine ehemalige Sängerin aus Neuseeland. Aufgewachsen in Hongkong wanderte sie in den 1990er Jahren mit ihrer Familie nach Neuseeland aus und arbeitete dort zunächst als Krankenschwester, bevor sie von 2001 bis 2015 als Sängerin tätig war. Aufgrund ihres eigenartigen Gesangsstils, der ihr Vergleiche mit Florence Foster Jenkins einbrachte, erlangte sie landesweite und später auch internationale Bekanntheit.
Aus Freude am Singen trat Wing für Krankenhauspatienten und Altersheimbewohner in und um Auckland auf. Aus dem Vorschlag, sie solle eine CD herausbringen, entwickelte sich ihr erstes Album Phantom of the Opera. Darin sang sie Stücke aus Andrew Lloyd Webbers Musical Das Phantom der Oper nach. Es folgten weitere CDs mit Cover-Versionen bekannter Lieder etwa der Beatles oder von ABBA. Ab der Veröffentlichung von Everyone Sings Christmas Carols with Wing verkaufte sich ihre Musik international. Wing war Gast in verschiedenen Fernsehsendungen wie der australischen Talkshow Rove Live.
Im Juni 2015 gab sie auf ihrer Internetpräsenz bekannt, dass sie nicht länger als Sängerin aktiv sein wird.
Ein hohes Maß an Bekanntheit errang sie durch eine nach ihr benannte Episode der Serie South Park vom März 2005 (Folge 128, die 3. Folge der 9. Staffel), in der auch Ausschnitte aus ihren Liedern vorgespielt wurden.

## Diskografie
- Phantom of the Opera
- I Could Have Danced All Night
- The Sound of Music and the Prayer
- Wing Sings All Your Favorites
- Everyone Sings Christmas Carols with Wing
- Wing Sings the Songs You Love
- Beatles Classics by Wing
- Dancing Queen by Wing
- Wing One Voice
- Too Much Heaven
- Beat it
- Santa Clause on a helicopter